# Espinheiro (Alcanena)
Espinheiro is een plaats (freguesia) in de Portugese gemeente Alcanena en telt 652 inwoners (2001).